# Harttia novalimensis
Harttia novalimensis är en fiskart som beskrevs av Oyakawa, 1993. Harttia novalimensis ingår i släktet Harttia och familjen Loricariidae. Inga underarter finns listade i Catalogue of Life.